# Mick Bates (homme politique gallois)
Pour les articles homonymes, voir Michael Bates, Mick Bates et Bates.
Michael Bates, dit Mick Bates, né le 24 septembre 1947 à Mathern et mort le 29 août 2022, est homme politique britannique œuvrant au pays de Galles.
Exerçant le mandat de membre de l’Assemblée pour la circonscription de Montgomeryshire de 1999 à 2011, il préside le comité de la Législation (2000-2003), le comité régional du Centre et de l’Est du pays de Galles (2007) puis le comité de la Durabilité (2007-2010). Politiquement, il appartient jusqu’en 2010 aux démocrates libéraux gallois.

## Biographie

### Éléments personnels et carrière professionnelle
Michael Bates naît le 24 septembre 1947 à Mathern, un village du Monmouthshire, au pays de Galles (Royaume-Uni). Après avoir suivi une scolarité au Loughborough College School et au Worcester College of Education, il obtient un bachelor of arts en éducation et en sciences de l’Open University.
Professeur de sciences à partir de 1970, il devient, entre 1975 et 1977, chef des sciences générales à la Grove School (en) de Market Drayton. Il quitte l’éducation en 1977 pour le métier d’agriculteur qu’il exerce dans une ferme de Llanfair Caereinion, dans le Powys, dont il est le propriétaire et dont l’activité consiste en l’élevage bovin et ovin. Il est par ailleurs affilié au syndicat agricole National Farmers’ Union (en) (NFU), une organisation patronale active au pays de Galles et en Angleterre,,,.
Il épouse en 1972 Buddug Thomas avec qui il a deux enfants et avec qui il partage son activité agricole.
Mick Bates meurt le 29 août 2022 des suites d’un cancer.

### Carrière politique

#### Parcours
Entre 1994 et 1995, Michael Bates est un membre démocrate libéral du conseil de la ville de Llanfair Caereinion, élu dans la section de Dyffryn Banw. Il y conduit une politique de régénération communautaire et préside le Llanfair Public Forum.
Lors des premières élections de l’assemblée nationale du pays de Galles, il se présente à Montgomeryshire, une circonscription où le siège à Westminster est détenu par le démocrate libéral Lembit Öpik, dont il devient le représentant en se faisant élire en mai 1999 comme membre de l’Assemblée. Il conserve son mandat aux élections de 2003 et de 2007,,.
En juin 2009, il renonce à se présenter aux élections générales de 2011. Wyn Williams, le candidat désigné en février 2010 par les démocrates libéraux pour lui succéder dans la circonscription de Montgomeryshire ne parvient pas à se faire élire, battu par le conservateur Russell George,,.

#### Travail parlementaire
Pendant ses mandats de membre de l’Assemblée, il préside plusieurs comités :
- celui de la Législation (de 2000 à 2003)[α] ;
- celui du Centre et de l’Ouest du pays de Galles (de 2006 à 2007)[β] ;
- celui de la Durabilité (de 2007 à 2010)[γ],[11].

#### Au sein des démocrates libéraux
Il est dès 1999 le responsable des questions agricoles au sein du groupe démocrate libéral de l’Assemblée. Au fil des mandatures, il acquiert les portefeuilles de l’Environnement, de la Durabilité et de la Justice sociale,,.
Après une enquête de police le mettant en cause dans une affaire de violence physique et verbale à l’encontre d’ambulanciers, il est suspendu de ses responsabilités parlementaires et perd la présidence du comité de la Durabilité le 8 février 2010. Michael German lui succède dans ses fonctions de porte-parole et de président du comité. Suspendu du parti le 16 avril, une procédure d’exclusion du parti est lancée au moment de l’annonce de sa culpabilité le 10 décembre,,.

## Détail des mandats et fonctions

### Mandats électifs
- Membre de l’Assemblée, élu dans la circonscription de Montgomeryshire (du 7 mai 1999 au 31 mars 2011).
- Membre du conseil de la ville de Llanfair Caereinion, élu dans la section de Dyffryn Banw (de 1994 à 1995).

### Fonctions législatives
- Président du comité de la Durabilité (du 5 juillet 2007 au 8 février 2010).
- Président du comité régional du Centre et de l’Est du pays de Galles (du 19 mai 2006 au 2 mai 2007).
- Président du comité de la Législation (du 9 novembre 2000 au 30 avril 2003).

### Fonctions politiques
- Porte-parole des démocrates libéraux aux Affaires rurales et à l’Environnement (de 2008 à 2010).
- Porte-parole des démocrates libéraux aux Affaires rurales, à l’Environnement et à la Justice sociale (de 2005 à 2008).
- Porte-parole des démocrates libéraux au Développement rural (de 1999 à 2005).

## Résultats électoraux

### Assemblée nationale du pays de Galles
| Élection          | Circonscription | Parti | Parti   | Voix   | %     | Résultats |
| ----------------- | --------------- | ----- | ------- | ------ | ----- | --------- |
| Assemblée de 1999 | Montgomeryshire |       | Lib Dem | 10 374 | 48,40 | Élu       |
| Assemblée de 2003 | Montgomeryshire | 7 869 | Lib Dem | 40,37  |       | Élu       |
| Générales de 2007 | Montgomeryshire | 8 704 | Lib Dem | 39,03  |       | Élu       |

### Note
1. ↑  Également membre de la branche locale du parti au pays de Galles.

### Sources
1. ↑  National Assembly for Wales, The Record of Proceedings : Thursday 9 November 2000, National Assembly for Wales, 2000, 100 p. (lire en ligne [PDF]), p. 4-10.
2. ↑  Committee Service, Mid And West Wales Regional Committee : Minutes MWWR (2) 03-06, National Assembly for Wales, 2006, 6 p. (lire en ligne [PDF]), p. 2.
3. ↑  National Assembly for Wales, The Sustainability Committee : Thursday, 5 July 2007, National Assembly for Wales, 2007, 7 p. (lire en ligne [PDF]), p. 3-4.